# Skäggalösa
Skäggalösa är en by i Alvesta kommun, belägen vid Åsnens norra spets och i Skatelövs socken.
Byn består av ett tiotal hushåll.